# FC Vevey-Sports 05

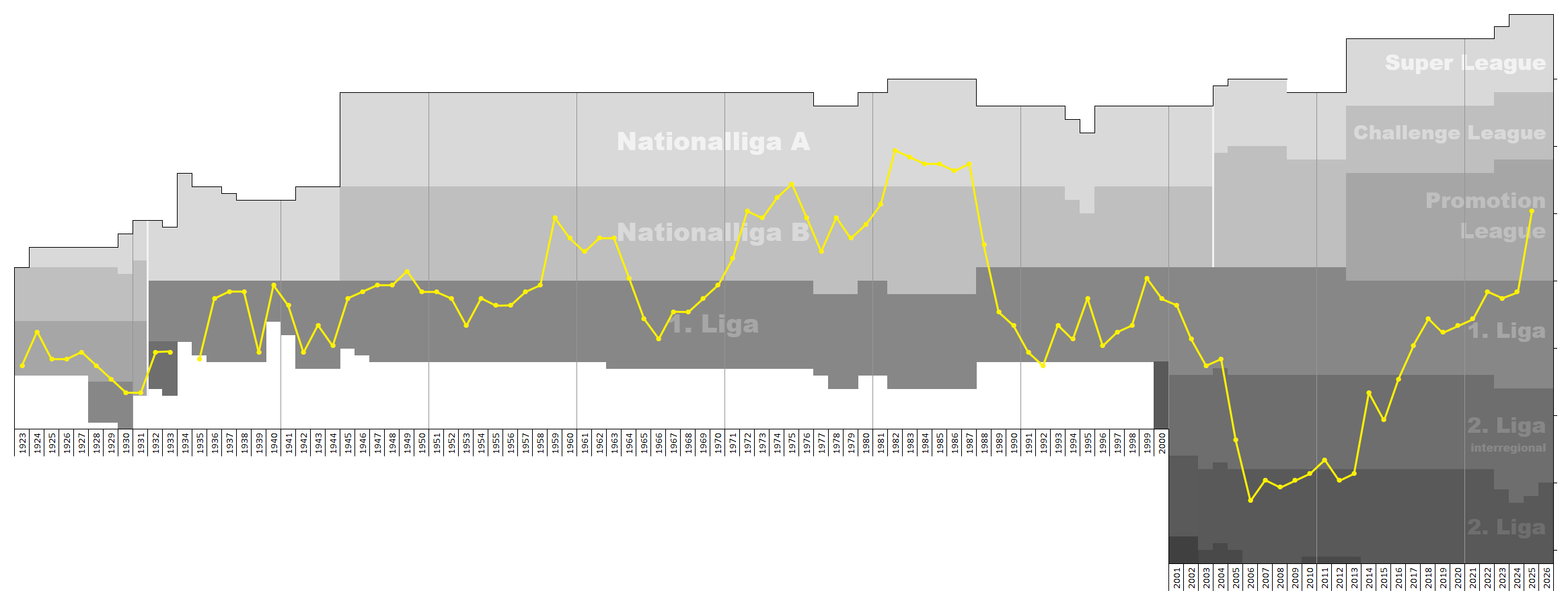
Gráfico com posições do FC Vevey-Sports 05 ao fim das temporadas nas ligas de futebol da Suíça

O FC Vevey-Sports 05 é um clube de futebol com sede em Vevey, Suíça. A equipe compete na Swiss 1. Liga.

## História
O clube foi fundado em 1905. 